# 姫路シティFM21
株式会社姫路シティFM21（ひめじシティエフエム21）は、FM GENKI（エフエムゲンキ）の愛称で超短波放送（FM放送）のコミュニティ放送を実施する特定地上基幹放送事業者である。放送区域は兵庫県姫路市の一部地域。

## 概要
2001年（平成13年）8月1日に、西播磨地域初のコミュニティ放送局として開局した。放送開始の前月にオープンした姫路市本町の再開発ビル「イーグレひめじ」の地下2階に本社・演奏所がある。
姫路市を本社とする地上波放送局は、Kiss-FM（現在のKiss FM KOBE=兵庫エフエム放送）の姫路本社以来である。
兵庫地域ラジオネットワーク連絡会（ラジネットひょうご）に加盟している。2007年（平成19年）11月より、同じ播磨地域のコミュニティ放送局である、FMみっきぃ、BAN-BANラジオとの間で、播磨コミュニティFM局災害時相互援助協定を結び、災害時には相互に円滑に協力できる体制をとっている。
地下2階のスタジオは2室あり、ガラス張りで見学ができるAスタジオと、通常のBスタジオがある。さらに2003年（平成15年）4月にはイーグレひめじ1階アトリウムにサテライトスタジオが開設された（開局当初から必要に応じてアトリウムからの中継放送を行なっていたものを常設化した）。
原則24時間放送を実施している（毎月第2月曜日0時 - 6時は放送機器メンテナンスのため放送休止となる）。日中は自社制作番組を中心に放送。毎日早朝・夜間および土日の夕方以降の多くはJ-WAVE、MUSIC BIRD for COMMUNITYなどで編成されている。自社制作の時間帯では、全国ニュース（読売新聞配信）を放送している。また、週に1回、ベトナム語による外国語放送を実施している。
地元ケーブルテレビ局のWINK（姫路ケーブルテレビ：78.7MHz）とCATVゆめさき（夢前町ケーブルテレビ:79.3MHz）で再送信を実施している。
2010年（平成22年）4月1日よりSimulRadioに参加して以降、各プラットフォームでインターネットサイマル配信を実施している。
2005年（平成17年）4月から、3か月に1回のペースで、番組表付きのフリーマガジン「GENKI79.3」を発行。姫路市内を中心に店舗などへの設置および各家庭へのポスティングが行われている。
会社組織
- 資本金：2億円[2]
- 株主：姫路市、姫路信用金庫、マックスバリュ西日本、グローリー、神姫バス、白鷺ニット工業、濱中製鎖工業、山野印刷ほか全48社[2]

## 主な番組
2022年4月現在

### 自社制作
- 各番組内の内包コーナー
  - ひめニュース（随時）
  - 姫路市からのお知らせ（随時）
  - わが町・元気（随時）
  - GENKIショップガイド（随時）
  - FM GENKI推しソング（随時）
  - 飛び出せ!まちの元気人（月 - 土 13:15 - 13:45） - 日替わりで地元ゆかりのゲストが出演する番組横断コーナー[3]。
    - 再放送 月 - 土 18:30 - 19:00

  - ベトナム語ラジオ放送（日 15:00 - 15:05）[4]

- 月曜日 - 金曜日
  - GENKIモーニングワイド（7:30 - 9:00）

- 月曜日 - 木曜日
  - GENKI暮らしの情報部（月 - 木 10:00 - 12:00）
  - ふるさとげんき交流館（月 - 木 13:00 - 15:00）
  - 夕方交差点GENKIもって来い!（月 - 木 16:00 - 18:30）
  - GENKIサウンドファイル（月 - 木 19:00 - 20:00）
    - 再放送 翌日2:00 - 3:00
      - GENKIアニメ部（第1・3火）
      - HARIMA芸術倶楽部（第2・4火）
      - 鯉ちゃんのForever Young（第1・3水）
      - クラシックの小箱（第2・4水）
      - 月亭秀都の決めたい噺（第1・3木）
      - ピコ活!（第2・4木）
      - ほか

- 金曜日
  - GENKIラジオクラブ（6:00 - 6:30）
  - あの日のときめきカフェテラス（10:00 - 12:30）
    - 再放送 22:00 - 翌日0:30

  - ぐるっと!めぐラジFriday（13:00 - 15:00）
  - 夕方交差点GENKIもって来い!ザ・ベスト10（16:00 - 18:30）
  - MOSAIC NIGHT FRIDAY（21:00 - 22:00）

- 平日日替わり番組
  - こんにちは保健所です（第1火 12:00 - 12:15）
  - GENKIどきどき・Bスタジオ（水 12:00 - 13:00）
  - ランチタイムファイル（第1・2・3木 12:00 - 13:00）
    - 月亭秀都の決めたい噺（第2木）
    - クラシックの小箱（第3木）
    - ほか

  - GROOVE ROOM（木 20:00 - 20:55）
  - あなたの街のイオン（金 9:00 - 9:15）

- 土曜日
  - ラジオ兵庫アーカイブズ（9:00 - 9:15）
  - START UP!（9:30 - 11:00）
  - サタデースペシャルI（11:00 - 12:00）
  - 藤野孝教のTHE SATURDAY（13:00 - 16:30）
  - サタデースペシャルII（18:00 - 18:30）
  - 究極ベスト9（21:00 - 21:45）
  - MOSAIC NIGHT SATURDAY（22:00 - 翌日1:00）
    - 播磨音景色（第1土 22:00 - 22:30）
    - 月亭秀都の決めたい噺（第1土 23:00 - 翌日0:00）
    - GROOVE ROOM（第2土 23:00 - 翌日0:00）
    - JAM TALK JAM（第3土 23:00 - 翌日0:00）[5]
    - HARIMA芸術倶楽部（第4土 23:00 - 翌日0:00）
    - ほか

- 日曜日
  - サンデーGENKI No.1（9:00 - 11:00）
  - 文化情報ひめじ（11:00 - 12:00）
  - mayuのmayuペースラジオ♪（13:00 - 15:30）
  - サンデースペシャルI（16:00 - 17:00）
  - MOSAIC NIGHT SUNDAY（21:00 - 22:00）

### 他社制作
J-WAVE、MUSIC BIRD for COMMUNITYのネット番組を除く。
- クラシックガーデン（月 12:00 - 13:00） - ビーチステーション制作
- HARIMA BEAT CROSSING（金 19:00 - 20:45） - BAN-BANラジオ制作
- ラジネットひょうご （土 9:15 - 9:30） - 「ラジネットひょうご」加盟各局の共同制作
- ロック裁判所（日 0:00 - 0:30、「MOSAIC NIGHT SATURDAY」枠内） - ジェイクランプ制作
- ジンケトリオ（日 0:30 - 1:00、「MOSAIC NIGHT SATURDAY」枠内） - ジェイクランプ制作
- 幹のWALK TOGETHER（日 11:30 - 12:00） - ラジオ石巻制作

### 終了番組
- TEENS+
- 姫ら〜,グルメ応援隊!

## パーソナリティ
公式サイトの「パーソナリティ紹介」を参照。